# Kristofer Hivju
Kristofer Hivju (ur. 7 grudnia 1978 w Oslo) – norweski aktor teatralny, telewizyjny i filmowy, a także producent i scenarzysta.
Ukończył w 2004 studia aktorskie w filii Rosyjskiego Uniwersytetu Sztuki Teatralnej (GITIS) w Aarhus. Jako aktor zaczął grać głównie w norweskich produkcjach, zajął się również pisaniem scenariuszy do filmów krótkometrażowych. Międzynarodową rozpoznawalność uzyskał rolami w filmach Coś oraz 1000 lat po Ziemi, a także odgrywaniem postaci Tormunda Giantsbane'a w serialu Gra o tron.

## Filmografia
- 2001: Fox Grønland (serial TV)
- 2007: Seks som oss (serial TV)
- 2007: Størst av alt (serial TV)
- 2008: Manhunt − Polowanie
- 2011: Coś
- 2013: 1000 lat po Ziemi
- 2013: Gra o tron (serial TV)
- 2014: Obywatel roku
- 2017: Szybcy i wściekli 8
- 2021: Wiedźmin (serial TV)
- 2023: Kokainowy miś[1]